# Coleshill (Warwickshire)

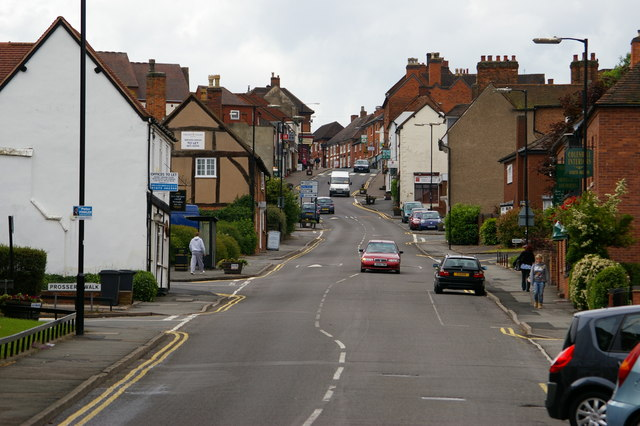
Coleshill High Street

Coleshill [ˈkoʊzəl] ist eine Marktstadt im Bezirk Warwickshire. Es liegt an dem kleinen 43,5 km langen Fluss Cole. Laut der Volkszählung von 2001 leben dort 6.343 Einwohner.

## Geschichte
Coleshill entstand in der Eisenzeit vor der Eroberung durch das Römische Reich im Jahr 43 n. Chr. in der römisch-britischen Siedlung Grimstock Hill nördlich des Flusses Cole. Hinweise auf Hüttenkreise wurden Ende der 1970er Jahre von Archäologen gefunden. Diese Ausgrabungen zeigten, dass es während der gesamten Römerzeit einen römisch-keltischen Tempel auf dem Grimstock Hill gab. Es hatte sich über die früheren Hütten aus der Eisenzeit entwickelt und mindestens drei Entwicklungsphasen durchlaufen. Das Gebiet befand sich an der Kreuzung zweier mächtiger keltischer Stämme – der Coritanii im Osten von Leicester und im Westen der Cornovii aus Viroconium Cornoviorum. In der nachrömischen oder Artuszeit (dunkles Zeitalter (Historie)) verlagerte sich der Kern von Coleshill etwa einen Kilometer nach Süden, auf die Spitze des Hügels. Hier befindet sich die heutige Kirche und um sie herum entwickelte sich die mittelalterliche Stadt.
Im Jahr 1066 war die Stadt ein königliches Herrenhaus im Besitz von König Edward dem Bekenner und wird im Domesday Book von 1086 als Land im Besitz von Wilhelm I. von England verzeichnet und der Standort des Gerichts für die antiken Hundert (Kreisbezirke) von Coleshill. Im Jahr 1284/5 erhielt John de Clinton, der Älteste, von König Heinrich II. von England Coleshill Manor und beanspruchte ihn per Rezept innerhalb der Herrschaft Coleshill, Assize von Brot und Bier, Galgen, Pranger, Tumbrell und Hofleet, Infangthef und Utfangthef, ein Markt, Messe und freies Gehege. Er starb 1316. Sein Erbe war sein 12-jähriger Enkel John, der später eine Tochter von Sir Roger Hilary heiratete und 1353 oder 1354 starb und eine Tochter Joan hinterließ. Ihr erster Ehemann war Sir John of Montfort, der uneheliche Sohn von Sir Peter de Montfort aus Beaudesert, Warwickshire.
Coleshill Manor ging dann an diesen Zweig von Sir Simon de Montford über, der die Herrenhäuser in Coleshill und Kingshurst mit Wassergräben bebaute. König Heinrich VII. übertrug Coleshill Manor und seine Ländereien im Jahr 1496 an Simon Digby, nachdem Sir Simon de Montford hingerichtet und verwirkt worden war, weil er den Aufstand von Heinrich VII. von England unterstützt hatte. Perkin Warbeck. Die Nachkommen der Familie (Wingfield-Digby) halten immer noch die Titel. Das Dorf Coleshill erhielt im Jahr 1207 von König Johann von England zusammen mit Liverpool, Leek, Staffordshire und Great Yarmouth eine Markturkunde. Während der Ära der Postkutschen und der Turnpike Trusts wurde Coleshill ein wichtiger Stützpunkt auf den Postkutschenstraßen von London nach Chester und Liverpool. Einst gab es in der Stadt über zwanzig Gasthäuser. Der Coleshill to Lichfield Turnpike stammt aus dem Jahr 1743.

## Bemerkenswerte Gebäude

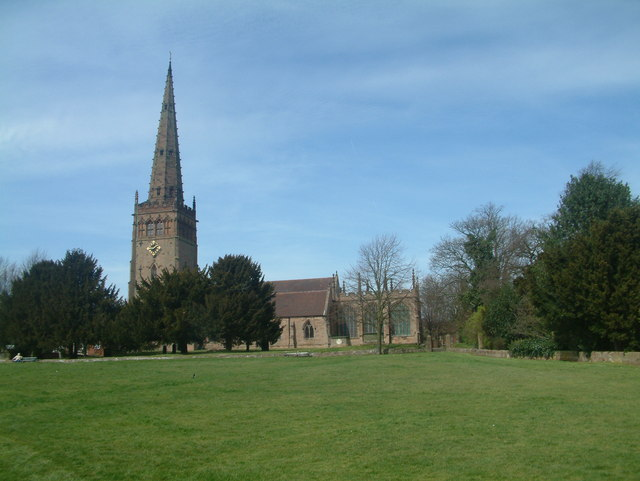
Kirche St. Peter und St. Paul

In Coleshill gibt es noch viele ehemalige Poststationsgasthöfe, hauptsächlich entlang der High Street und der Coventry Road. Eines der bemerkenswertesten Gebäude der Stadt ist die Pfarrkirche St. Peter und St. Paul, Coleshill (Kirche St. Peter und St. Paul) oben auf dem Marktplatz. Es verfügt über einen 52 Meter hohen Kirchturm, einen der schönsten in Warwickshire, der aus dem 13. Jahrhundert stammt. Im Inneren befindet sich ein Taufbecken normannischen Ursprungs aus dem 12. Jahrhundert, eines der schönsten Beispiele des Landes. Es gibt auch mittelalterliche Tischgräber mit Bildnissen von Rittern, darunter John de Clinton. Direkt vor der Südtür sind die Überreste eines mittelalterlichen Kreuzes erhalten.
In der Church Street befinden sich der Pranger und der Prügel der Stadt, die zuletzt 1863 genutzt wurden. Eine Bronzeskulptur von Peter Walker in der High Street zeigt drei Themen der Ursprünge der Stadt: ein Postkutschenrad, ein besuchender Zirkuselefant und die Schaffung der Marke Typhoo Tea durch John Sumner.

## Transport

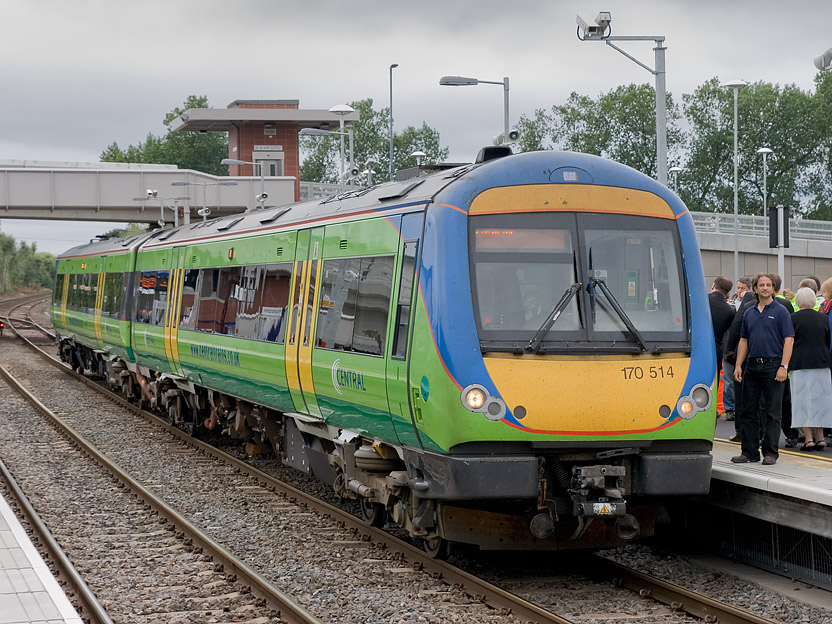
170514 steht am Coleshill Parkway

Die Stadt liegt in der Nähe der Autobahnen M6, M6 und M42. Es liegt an der Anschlussstelle 4 der M6, mit Birmingham City Centre an der Anschlussstelle 6, Sutton Coldfield J5, Nuneaton, Bedworth und Coventry North an der Anschlussstelle 3 und Coventry East an der Anschlussstelle 2. Die Stadt ist über die Straße B4114 mit East Birmingham verbunden, die anschließend eine Straßenverbindung ins Stadtzentrum von Birmingham herstellt. Es gibt auch eine Route nach Coventry über die A446, die kurz vor der Kreuzung A45 in Stonebridge zur A452 wird. Wenn man den westlichen Rand von Coventry erreicht, muss man der Straße A4114 folgen, die nun zur Ringstraße im Stadtzentrum A4053 führt, nachdem die A45 südlich von Coventry umgeleitet wurde und als Umgehungsstraße fungiert.
Zwei regelmäßige Buslinien bedienen die Stadt. Die X13 (früher X70 genannt) fährt durch Coleshill zwischen Birmingham und Chelmsley Wood, betrieben von National Express West Midlands. Die Linie 76 verläuft zwischen Tamworth und Sutton Coldfield, betrieben von Diamond Bus.
Die Stadt wird vom Bahnhof Coleshill Parkway bedient, der 2007 an der Stelle des vorherigen Bahnhofs Coleshill, der 1968 geschlossen wurde, wiedereröffnet wurde. Er liegt an der Linie Birmingham-Peterborough und wird zur Hälfte bedient stündlich von CrossCountry im Rahmen ihres Dienstes zwischen Birmingham, Nuneaton, Leicester, Peterborough, Cambridge und Flughafen Stansted. Historisch gesehen wurde die Stadt auch vom Bahnhof Maxstoke an der Stonebridge Railway bedient, der 1917 geschlossen wurde, und vom Bahnhof Coleshill, ursprünglich Forge Mills genannt, der 1968 geschlossen wurde Der nächstgelegene Bahnhof der Stadt befand sich in Water Orton, etwa 2,5 km nordwestlich.

## Medien
Lokale Nachrichten und Fernsehprogramme werden von BBC West Midlands und ITV Central bereitgestellt. Fernsehsignale werden vom Fernsehsender Sutton Coldfield empfangen. Die Stadt wird sowohl von BBC WM auf 95,6 FM als auch von BBC CWR auf 94,8 FM bedient. Weitere in der Stadt empfangene Radiosender sind Heart West Midlands auf 100,7 FM, Smooth West Midlands auf 105,7 FM, Capital Mid-Counties auf 96,2 FM, Greatest Hits Radio Birmingham & The West Midlands auf 105,2 FM und Free Radio Coventry & Warwickshire auf 97,0 FM. Die Stadt wird von den lokalen Zeitungen „Leamington Courier“ und „Warwick Courier“ beliefert.